# Diersbach
Diersbach ist eine Gemeinde in Oberösterreich im Bezirk Schärding  im Innviertel mit 1526 Einwohnern (Stand 1. Jänner 2024).

## Geografie
Diersbach liegt auf 335 m Seehöhe im Innviertel. Die Ausdehnung beträgt von Nord nach Süd 6,9 km, von West nach Ost 7,5 km. Die Gesamtfläche beträgt 28,1 km². 13,2 % der Fläche sind bewaldet, 78,3 % der Fläche sind landwirtschaftlich genutzt.

### Gemeindegliederung
Das Gemeindegebiet umfasst folgende 33 Ortschaften (in Klammern Einwohnerzahl Stand 1. Jänner 2024):
- Alfersham (37) samt Edengrub
- Angsüß (42)
- Antersham (130) samt Antershamerau
- Bartenberg (39)
- Bernolden (26)
- Brunnern (18)
- Buchet (29)
- Diersbach (369) samt Am Berg und Doblmann
- Dobl (11)
- Eden (64)
- Edenwiesen (44) samt Denk
- Erledt (34)
- Etzelbach (38)
- Froschau (44) samt Elend
- Großwaging (27)
- Gumping (36)
- Hartwagen (43)
- Herrnberg (30)
- Hochegg (25)
- Igling (10)
- Inding (29)
- Kalling (89)
- Kindling (21)
- Kobledt (12)
- Mayberg (23)
- Mitterndorf (80)
- Mörstalling (34)
- Oberedt (27)
- Raad (77)
- Schmidsedt (12)
- Schwabenhub (16)
- Sonndorf (6)
- Unterholzen (4)

Die Gemeinde besteht aus den Katastralgemeinden Angsüss, Diersbach, Großwaging, Kalling, Kindling und Schwabenhub.
Die Gemeinde liegt im Gerichtsbezirk Schärding.

### Nachbargemeinden
| Rainbach im Innkreis    | Münzkirchen                                 | Kopfing im Innkreis |
| Taufkirchen an der Pram | Kompassrose, die auf Nachbargemeinden zeigt |                     |
| Andorf                  | Sigharting                                  | Enzenkirchen        |

## Geschichte
Die Gegend um das Dorf dürfte schon im Altertum von Kelten besiedelt worden sein, darauf lassen jedenfalls Funde aus dem Neolithikum und der Bronzezeit sowie viele Bach- und Flussnamen keltischen Ursprungs schließen; um die Zeitwende fiel das Gebiet dann an die Römer.
Erstmals urkundlich erwähnt wurde die Ortschaft Angsüß im Jahre 788 als Aninsieza, heute Teil von Diersbach, das im Jahr 1125 als Tirespach erstmals Erwähnung fand. Im Mittelalter gab es in und um Diersbach einige bedeutende Edelsitze, nämlich in den heutigen Ortsteilen Kalling, ca. 1100–1500, Edenwiesen, ca. 1200–1470/80 und Waldeck, ca. 1100–1400. Um letzteres Schloss rankt sich auch eine Sage, der zufolge unter dem Burgkegel ein von gekrönten Nattern bewachter Schatz liegt – auf diese Sage nimmt auch das heutige Wappen Bezug.
Seit Gründung des Herzogtums Bayern war der Ort bis 1779 bayrisch und kam nach dem Frieden von Teschen mit dem Innviertel (damals Innbaiern) zu Österreich. Während der Napoleonischen Kriege wieder kurz kgl. bayrisch, gehört er seit 1814 endgültig zu Österreich ob der Enns und teilt seither dessen Geschichte. Bis Ende 2002 gehörte die Gemeinde zum Gerichtsbezirk Raab, nach dessen Auflösung wurde sie dem Gerichtsbezirk Schärding zugewiesen.

### Einwohnerentwicklung
1991 hatte die Gemeinde laut Volkszählung 1.685 Einwohner, 2001 dann 1.693 Einwohner. Die Zunahme erfolgte, da die Geburtenbilanz stärker positiv als die Abwanderung war. Von 2001 bis 2011 ging die Geburtenbilanz zurück, die negative  Wanderungsbilanz nahm zu, sodass die Bevölkerungszahl auf 1.614 im Jahr 2011 und auf 1.583 im Jahr 2018 sank.

## Kultur und Sehenswürdigkeiten

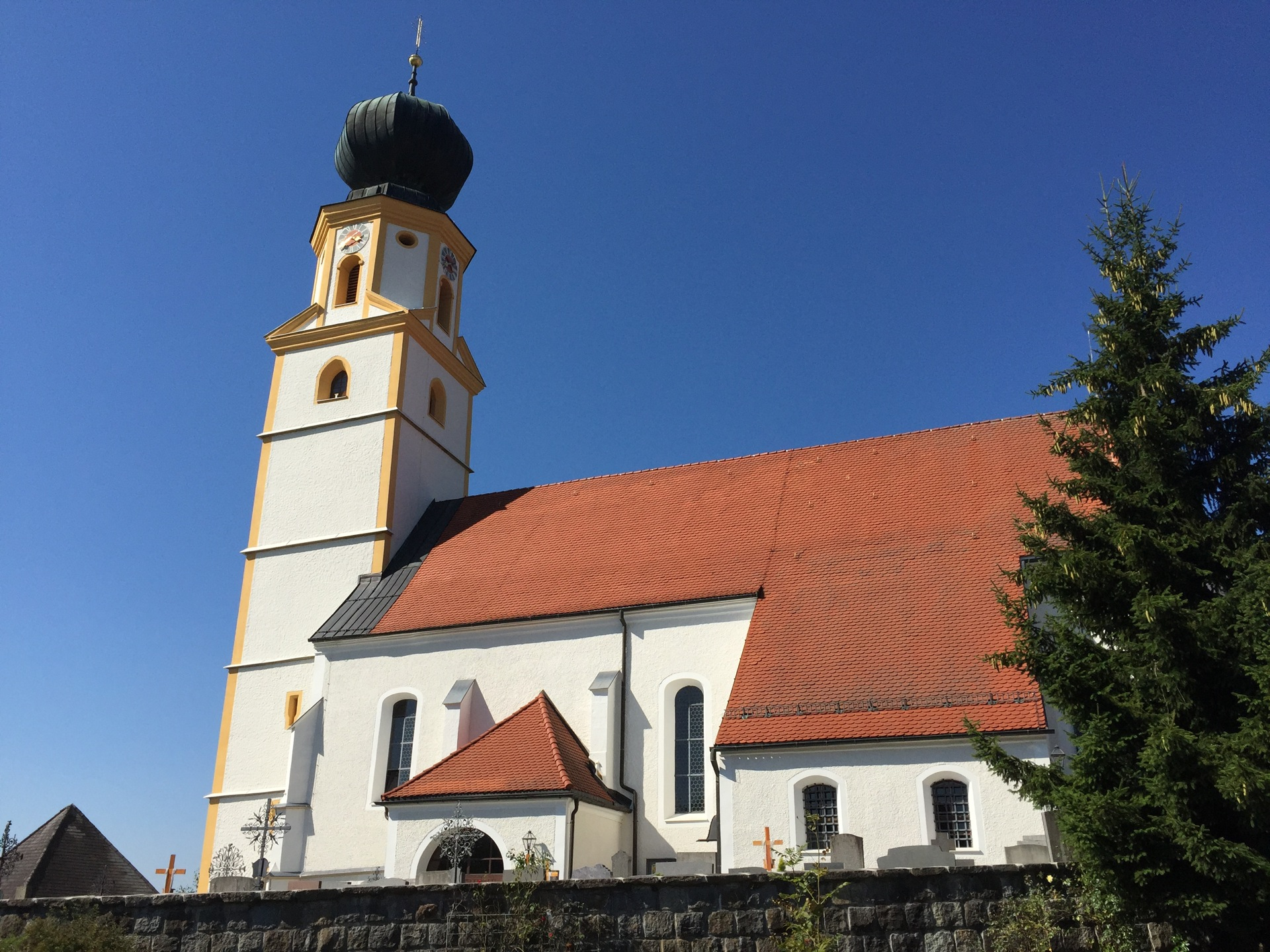
Pfarrkirche Diersbach

- Katholische Pfarrkirche Diersbach hl. Martin:[3] Die Kirche erlangte vor allem als „Schiefer Turm des Innviertels“ überregionale Bekanntheit. Der Turm steht auf einem Rutschhang und konnte nur durch eine Fundament-Sanierung in den Jahren 1988–1991 gerettet werden. Die Kirche wurde 1432 im gotischen Stil mit Spitzturm errichtet. Nach einem Brand im Jahr 1716 erhielt die Kirche beim Wiederaufbau das heutige Aussehen mit einem mächtigen Zwiebelturm. Der Hauptaltar und beide Seitenaltäre sind im Renaissance-Stil. Das Hochaltar-Bild wurde 1862 von Caspar Jelle aus Innsbruck entworfen. Zu erwähnen ist auch die von Dr. Karl Mayr gespendete und in der Folge nach ihm benannte Orgel aus der Werkstatt von Alfred Führer, die 1996 eingeweiht wurde und die Viertgrößte im Innviertel ist.

### Regelmäßige Veranstaltungen
- Inntöne Jazzfestival: international beachtetes Jazzfestival, findet jährlich statt.[4]
- Inntöne Barock – Paul Zauners jährliche Konzertreihe mit Alter Musik in der Diersbacher Kirche.[5]

| Im Jahr 2010 gab es 103 landwirtschaftliche Betriebe. Davon waren 58 Vollerwerbsbauern. Der Produktionssektor bot 30 Arbeitsplätze, etwa zwei Drittel im Bereich Herstellung von Waren und ein Drittel in der Bauwirtschaft. Von den 109 Beschäftigten im Dienstleistungssektor arbeiteten 45 im Handel und 40 im Bereich soziale und öffentliche Dienste (Stand 2011). Im Jahr 2011 lebten 834 Erwerbstätige in Diersbach. Davon arbeiteten 184 in der Gemeinde, 650 pendelten aus. | Hier fehlt eine Grafik, die leider im Moment aus technischen Gründen nicht angezeigt werden kann. Wir arbeiten daran! |

### Bildung
In Diersbach gibt es eine Volksschule mit insgesamt etwa 60 Kindern (Stand 2020).

### Verkehr
- Eisenbahn: Durch den Süden von Diersbach verläuft die Passauer Bahn. Zum Bahnhof Taufkirchen/Pram gibt es regelmäßige Busverbindungen.[10]
- Straße: Die wichtigste Straßenverbindung ist die Eferdinger Straße B129, die bis Linz führt.

## Politik

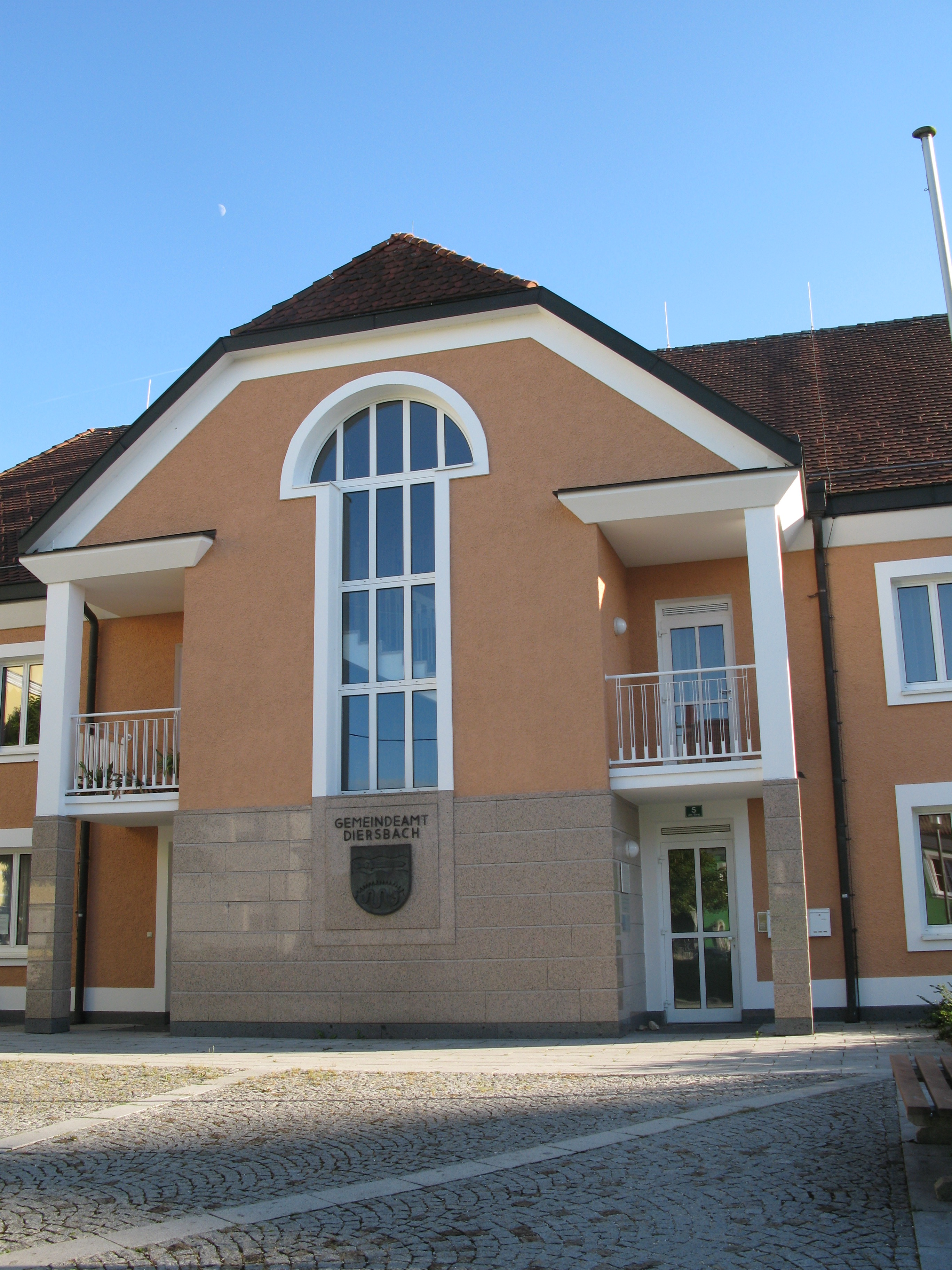
Gemeindeamt

### Gemeinderat
Der Gemeinderat hat 19 Mitglieder.
- Mit den Gemeinderats- und Bürgermeisterwahlen in Oberösterreich 2003 hatte der Gemeinderat folgende Verteilung: 10 ÖVP, 4 SPÖ, 3 FPÖ und 2 GRÜNE.
- Mit den Gemeinderats- und Bürgermeisterwahlen in Oberösterreich 2009 hatte der Gemeinderat folgende Verteilung:
- Mit den Gemeinderats- und Bürgermeisterwahlen in Oberösterreich 2015 hatte der Gemeinderat folgende Verteilung: 8 ÖVP, 6 FPÖ, 3 SPÖ und 2 GRÜNE.
- Mit den Gemeinderats- und Bürgermeisterwahlen in Oberösterreich 2021 hat der Gemeinderat folgende Verteilung: 9 ÖVP, 6 FPÖ, 3 SPÖ und 1 GRÜNE.[11][12]

### Bürgermeister
- bis 2014 Walter Steininger (ÖVP)
- seit 2014 Johann Fuchs (ÖVP)[13]

### Wappen
Blasonierung: Mit Flammen erniedrigt bogenförmig von Rot und Gold geteilt; oben ein silberner Wellenbalken, darin ein linkshin gelegtes, blaues Schwert mit rotem Griff; unten eine schwarze, nach links gewendete, gewundene und widersehende, rot gekrönte Schlange. Die Gemeindefarben sind Rot-Gelb.

## Persönlichkeiten

### Söhne und Töchter der Gemeinde
- Josef Mayer (1868–1940), Politiker
- Paul Zauner (* 1959), Jazzposaunist, Musikproduzent und Biobauer
- Peter Zauner (* 1983), Badmintonspieler

### Personen mit Bezug zur Gemeinde
- Günther Fessl, Hauptschullehrer und Musiker
- Johanna Fessl (* 1960), Keramikerin
- Markus Obereder (* 1970), Musikpädagoge, Musiker und Chorleiter.